# 가장 높은 수익을 올린 모바일 게임 목록
이 문서는 가장 높은 수익을 올린 모바일 게임 목록이다. 이 목록은 최소 1억 달러의 총 수익을 창출한 모바일 게임의 목록이며, 최소 10억 달러의 수익을 올린 모바일 게임이 30개가 넘는다. 목록에 가장 많은 타이틀 수를 가진 비디오 게임 회사는 텐센트로, 상위 10위 안에 3개를 포함하여 12개의 게임을 게시 및 소유하고 있다. 가장 높은 수익을 올린 모바일 게임은 왕자영요 (2015)로, 텐센트가 발행한 멀티플레이어 온라인 배틀 아레나 (MOBA) 게임으로 130억 달러 이상의 수익을 올렸다. 목록에 있는 다른 다섯 개의 텐센트 타이틀도 그들의 자회사 슈퍼셀로부터 왔다.
역대 가장 높은 수익을 올린 모바일 앱은 Mixi의 몬스터 스트라이크 (2013)로, 롤플레잉 물리 퍼즐/전략 비디오 게임으로 2018년 10월까지 전 세계적으로 72억 달러 이상의 수익을 올렸다. 그 전에 가장 높은 수익을 올린 모바일 앱은 2018년 10월까지 70억 달러를 벌어들인 겅호 온라인 엔터테인먼트의 롤플레잉 퍼즐 게임인 퍼즐앤드래곤 (2012)이었다. 2020년 왕자영요는 몬스터 스트라이크를 제치고 가장 높은 수익을 올린 모바일 게임으로 기록되었다.

## 목록
- 2023년 1월 10일 기준

| 게임                                           | 수익            | 최초 출시        | 개발사                                   | 장르                           | Ref             |
| ---------------------------------------------- | --------------- | ---------------- | ---------------------------------------- | ------------------------------ | --------------- |
| 왕자영요 / 펜타스톰                            | $14,667,500,000 | 2015년 11월 26일 | 텐센트                                   | MOBA                           | [ a ] [ 10 ]    |
| 몬스터 스트라이크                              | $10,000,000,000 | 2013년 8월 8일   | Mixi                                     | 물리 / 롤플레잉 / 전략         | [ b ]           |
| 배틀그라운드 모바일                            | $9,000,000,000  | 2018년 3월 19일  | 텐센트 / 크래프톤                        | 배틀 로얄                      | [ c ]           |
| 퍼즐앤드래곤                                   | $8,578,340,000  | 2012년 2월 20일  | 겅호 온라인 엔터테인먼트                 | 롤플레잉 / 퍼즐                | [ d ]           |
| 클래시 오브 클랜                               | $8,000,000,000  | 2012년 8월 2일   | 슈퍼셀 (텐센트)                          | 전략                           | [ 7 ]           |
| 포켓몬 GO                                      | $7,760,000,000  | 2016년 7월 6일   | 나이앤틱 / 더 포켓몬 컴퍼니              | 증강 현실                      | [ e ]           |
| 캔디크러쉬사가                                 | $7,456,000,000  | 2012년 11월 14일 | King (액티비전 블리자드)                 | 퍼즐                           | [ f ]           |
| 페이트/그랜드 오더                             | $6,300,000,000  | 2015년 7월 30일  | 애니플렉스 (소니 뮤직 엔터테인먼트 재팬) | 롤플레잉                       | [ g ]           |
| 몽환서유                                       | $4,700,000,000  | 2015년 3월 26일  | 넷이즈                                   | MMORPG                         | [ 31 ]          |
| 가레나 프리 파이어                             | $4,330,000,000  | 2017년 12월 4일  | Garena                                   | 배틀 로얄                      | [ h ]           |
| 원신                                           | $4,000,000,000  | 2020년 9월 28일  | 미호요                                   | 액션 롤플레잉                  | [ i ]           |
| 로블록스 모바일                                | $3,919,000,000  | 2012년 12월 11일 | 로블록스 코퍼레이션                      | Game creation system / MMO     | [ j ]           |
| 리니지M                                        | $3,578,000,000  | 2017년 6월 21일  | 엔씨소프트                               | MMORPG                         | [ k ]           |
| Dragon Ball Z: Dokkan Battle                   | $3,500,000,000  | 2015년 1월 30일  | 반다이 남코 엔터테인먼트                 | 롤플레잉 / 퍼즐                | [ 23 ]          |
| Coin Master                                    | $3,008,000,000  | 2018년 3월 19일  | Moon Active                              | 캐주얼 / Casino                | [ l ]           |
| 클래시 로얄                                    | $3,000,000,000  | 2016년 3월 2일   | 슈퍼셀 (텐센트)                          | 실시간 전략 게임               | [ 38 ]          |
| 꿈의 정원                                      | $3,000,000,000  | 2016년 7월 5일   | Playrix                                  | 퍼즐 / Decoration              | [ 39 ]          |
| Game of War: Fire Age                          | $2,800,000,000  | 2013년 7월 25일  | Machine Zone                             | 전략                           | [ 40 ]          |
| 로드 모바일                                    | $2,576,700,000  | 2016년 2월 26일  | IGG                                      | 전략 / MMO                     | [ m ]           |
| 꿈의 집                                        | $2,294,000,000  | 2017년 9월 15일  | 플레이릭스                               | 퍼즐 / Decoration              | [ n ]           |
| Pro Yakyū Spirits A                            | $2,200,000,000  | 2015년 10월 21일 | 코나미                                   | 스포츠 (야구)                  | [ o ]           |
| 리니지2 레볼루션                               | $2,106,770,000  | 2016년 12월 14일 | 넷마블게임즈 / 엔씨소프트                | MMORPG                         | [ p ]           |
| Candy Crush Soda Saga                          | $2,000,000,000  | 2014년 10월 20일 | King (액티비전 블리자드)                 | 퍼즐                           | [ 49 ]          |
| Three Kingdoms Tactics                         | $1,936,200,000  | 2019년 9월 19일  | 알리바바 그룹 / 코에이 테크모            | 전략 (4X)                      | [ q ]           |
| Marvel Contest of Champions                    | $1,784,000,000  | 2014년 12월 10일 | Kabam (넷마블)                           | 대전 격투                      | [ r ]           |
| Toon Blast                                     | $1,600,000,000  | 2017년 3월 3일   | Peak Games                               | 퍼즐                           | [ 52 ]          |
| 디즈니 썸썸                                    | $1,500,000,000  | 2014년 1월 29일  | LINE                                     | 퍼즐                           | [ 53 ] [ 54 ]   |
| 콜 오브 듀티: 모바일                           | $1,500,000,000  | 2019년 10월 1일  | 액티비전 / 텐센트 / Garena               | 슈팅 / 배틀 로얄               | [ 55 ]          |
| Knives Out                                     | $1,485,270,000  | 2017년 11월 23일 | 넷이즈                                   | 배틀 로얄                      | [ s ]           |
| AFK 아레나                                     | $1,450,000,000  | 2019년 1월 7일   | Lilith Games                             | 롤플레잉                       | [ 28 ]          |
| 리니지2M                                       | $1,413,000,000  | 2019년 11월 27일 | 엔씨소프트                               | MMORPG                         | [ t ]           |
| 헤이데이                                       | $1,400,000,000  | 2012년 6월 21일  | 슈퍼셀 (텐센트)                          | 시뮬레이션                     | [ 38 ]          |
| 브롤스타즈                                     | $1,400,000,000  | 2018년 12월 12일 | 슈퍼셀 (텐센트)                          | MOBA                           | [ 60 ]          |
| 서머너즈 워: 천공의 아레나                     | $1,350,000,000  | 2014년 6월 12일  | 컴투스                                   | 턴제 / MMO                     | [ 61 ]          |
| 포트나이트                                     | $1,200,000,000  | 2018년 4월 2일   | 에픽게임즈 (텐센트)                      | 배틀 로얄                      | [ 56 ]          |
| Onmyoji                                        | $1,129,000,000  | 2016년 6월 20일  | 넷이즈                                   | 롤플레잉                       | [ 2 ]           |
| 스타워즈: 갤럭시 오브 히어로즈                 | $1,071,000,000  | 2015년 11월 24일 | 일렉트로닉 아츠                          | 롤플레잉                       | [ u ]           |
| 붐비치                                         | $1,000,000,000  | 2013년 11월 11일 | 슈퍼셀 (텐센트)                          | 전략                           | [ 63 ]          |
| Mobile Strike                                  | $1,000,000,000  | 2015년 7월 11일  | Machine Zone                             | 전략                           | [ 64 ]          |
| 모바일 레전드: Bang Bang                       | $1,000,000,000  | 2016년 7월 11일  | Moonton (바이트댄스)                     | MOBA                           | [ 65 ]          |
| Fire Emblem Heroes                             | $1,000,000,000  | 2017년 2월 2일   | 닌텐도                                   | 전략 롤플레잉                  | [ 66 ]          |
| 우마무스메 프리티 더비                         | $990,000,000    | 2021년 2월 24일  | 사이게임즈                               | 시뮬레이션 / 소셜              | [ 15 ]          |
| QQ Speed Mobile / Speed Drifters               | $945,000,000    | 2017년 6월 15일  | 텐센트 / Garena                          | 경주 (카트 레이싱 / MMOR)      | [ v ]           |
| Dragon Ball Legends                            | $930,000,000    | 2018년 5월 18일  | 반다이 남코 엔터테인먼트                 | 액션 롤플레잉                  | [ 69 ]          |
| Dragon Quest Walk                              | $927,720,000    | 2019년 9월 12일  | 스퀘어 에닉스                            | 증강 현실                      | [ w ]           |
| 라이즈 오브 킹덤즈                             | $926,000,000    | 2018년 9월 20일  | Lilith Games                             | 전략                           | [ 15 ]          |
| 피시돔                                         | $923,600,000    | 2015년 12월 10일 | 플레이릭스                               | 퍼즐                           | [ x ]           |
| Township                                       | $922,100,000    | 2012년 2월 24일  | 플레이릭스                               | 시뮬레이션 (CMS)               | [ y ]           |
| A Chinese Ghost Story                          | $860,000,000    | 2016년 5월 19일  | 넷이즈                                   | MMORPG                         | [ 74 ]          |
| 마블 스트라이크 포스                           | $846,000,000    | 2018년 3월 28일  | Foxnext / Scopely                        | 롤플레잉                       | [ z ]           |
| Toy Blast                                      | $820,000,000    | 2015년 1월 6일   | Peak Games                               | 퍼즐                           | [ 76 ]          |
| Granblue Fantasy                               | $754,200,000    | 2014년 3월 10일  | 사이게임즈                               | 롤플레잉                       | [ aa ]          |
| 붕괴3rd                                        | $731,000,000    | 2016년 10월 14일 | 미호요                                   | 액션 롤플레잉 / 핵 앤드 슬래시 | [ 2 ]           |
| King of Avalon                                 | $721,000,000    | 2016년 7월 14일  | FunPlus                                  | 전략                           | [ 81 ]          |
| Clash of Kings                                 | $700,000,000    | 2014년 6월 14일  | Elex Tech                                | 전략 / MMO                     | [ 2 ]           |
| 일곱 개의 대죄: Grand Cross                    | $680,000,000    | 2019년 6월 4일   | 넷마블                                   | 롤플레잉                       | [ ab ]          |
| 하스스톤                                       | $660,000,000    | 2014년 4월 16일  | 블리자드 (액티비전 블리자드)             | DCCG                           | [ 82 ]          |
| 냥코 대전쟁                                    | $600,000,000    | 2012년 11월      | 포노스                                   | 실시간 전략 게임               | [ 83 ]          |
| 아이돌마스터 신데렐라 걸즈 스타라이트 스테이지 | $524,000,000    | 2015년 9월 3일   | 반다이 남코 엔터테인먼트                 | DCCG / 리듬                    | [ ac ]          |
| Final Fantasy XV: A New Empire                 | $518,400,000    | 2017년 6월 29일  | Machine Zone / 스퀘어 에닉스             | 전략                           | [ 87 ]          |
| Guns of Glory                                  | $510,000,000    | 2017년 9월 8일   | FunPlus                                  | 전략 롤플레잉 MMORPG           | [ 81 ]          |
| 리그 오브 레전드: 와일드 리프트                | $505,000,000    | 2020년 10월 27일 | 라이엇 게임즈 (텐센트)                   | MOBA                           | [ 88 ]          |
| 마인크래프트                                   | $500,000,000    | 2011년 11월 18일 | 모장 스튜디오                            | Sandbox / 생존                 | [ 89 ]          |
| CrossFire Mobile                               | $458,000,000    | 2015년 12월 3일  | 스마일게이트 / 텐센트                    | Tactical FPS                   | [ 2 ]           |
| 블레이드 앤 소울 레볼루션                      | $457,000,000    | 2018년 12월 6일  | Netmarble                                | MMORPG                         | [ ad ]          |
| Bingo Blitz                                    | $443,000,000    | 2012년 8월 12일  | Playtika                                 | Online Bingo                   | [ 90 ]          |
| 8 Ball Pool                                    | $400,000,000    | 2010년 10월 15일 | 미니클립                                 | 스포츠 (포켓볼)                | [ 91 ]          |
| 앵그리버드 2                                   | $332,500,000    | 2015년 7월 30일  | 로비오 엔터테인먼트                      | 물리 / 퍼즐                    | [ 92 ]          |
| Harry Potter: Hogwarts Mystery                 | $342,000,000    | 2018년 4월 25일  | Jam City (넷마블)                        | 롤플레잉                       | [ 93 ]          |
| FIFA Mobile / FIFA Soccer                      | $308,700,000    | 2016년 10월 11일 | EA 스포츠 (일렉트로닉 아츠)              | 스포츠 (축구)                  | [ 2 ]           |
| 리니지W                                        | $303,259,000    | 2021년 11월 4일  | 엔씨소프트                               | MMORPG                         | [ 36 ]          |
| 검은사막 모바일                                | $300,000,000    | 2019년 6월 15일  | 카카오게임즈                             | MMORPG                         | [ 94 ]          |
| 유희왕 듀얼 링크스                             | $284,000,000    | 2016년 11월 17일 | 코나미                                   | 디지털 트레이딩 카드 게임      | [ ae ]          |
| 마리오 카트 투어                               | $282,000,000    | 2019년 9월 25일  | 닌텐도                                   | 경주 (카트)                    | [ 66 ]          |
| 동물의 숲 포켓 캠프                            | $282,000,000    | 2017년 10월 25일 | 닌텐도                                   | 시뮬레이션 (소셜)              | [ 66 ]          |
| #COMPASS                                       | $281,000,000    | 2016년 12월 17일 | NHN PlayArt / 디완고                     | MOBA                           | [ 65 ]          |
| 레이드: 그림자의 전설                          | $247,000,000    | 2018년 7월 29일  | Plarium                                  | 롤플레잉                       | [ 15 ]          |
| Harry Potter: Magic Awakened                   | $228,000,000    | 2021년 9월 9일   | 넷이즈 / 포트키 게임스                   | 롤플레잉                       | [ 93 ]          |
| Star Trek Fleet Command                        | $222,000,000    | 2018년 11월 29일 | Scopely / 바이어컴CBS 스트리밍           | 전략 (4X)                      | [ 15 ]          |
| Project Makeover                               | $218,000,000    | 2020년 11월 27일 | Bubblegum Games                          | 퍼즐 / Decoration              | [ 39 ]          |
| DomiNations                                    | $200,000,000    | 2015년 4월 1일   | 빅 휴즈 게임스                           | 전략                           | [ 95 ]          |
| Candy Crush Friends Saga                       | $200,000,000    | 2018년 10월 10일 | King (액티비전 블리자드)                 | 퍼즐                           | [ 30 ]          |
| Top War                                        | $192,000,000    | 2019년 12월 31일 | Topwar Studio                            | 전략                           | [ 15 ]          |
| Empire & Puzzles                               | $186,000,000    | 2017년 3월 1일   | Small Giant Games                        | 퍼즐 / 롤플레잉                | [ 23 ]          |
| 승리의 여신: 니케                              | $170,000,000    | 2022년 11월 4일  | Level Infinite                           | 액션                           | [ 96 ]          |
| 카트라이더 러쉬플러스                          | $169,000,000    | 2020년 5월 31일  | 넥슨                                     | 경주 (카트)                    | [ 68 ]          |
| 드라갈리아 로스트                              | $168,000,000    | 2018년 9월 27일  | 닌텐도                                   | 액션 롤플레잉                  | [ 66 ]          |
| Perfect World Mobile                           | $165,000,000    | 2019년 3월 5일   | Perfect World Games / 텐센트             | MMORPG                         | [ af ]          |
| Three Kingdoms Fantasy Land                    | $161,600,000    | 2020년 6월 20일  | 알리바바 그룹                            | 전략 (오토 배틀러)             | [ 50 ]          |
| Candy Crush Jelly Saga                         | $158,000,000    | 2015년 8월 28일  | King (액티비전 블리자드)                 | 퍼즐                           | [ ag ]          |
| Jikkyō Powerful Pro Yakyū                      | $155,000,000    | 2014년 12월 18일 | 코나미                                   | 스포츠 (야구)                  | [ ah ]          |
| Puzzles & Survival                             | $151,000,000    | 2020년 8월 12일  | 37Games                                  | 퍼즐 / 전략                    | [ 15 ]          |
| Slotomania                                     | $149,000,000    | 2011년 11월 7일  | Playtika                                 | 시뮬레이션 (Slot)              | [ 100 ]         |
| NBA Live Mobile                                | $140,000,000    | 2016년 7월 6일   | EA 스포츠 (일렉트로닉 아츠)              | 스포츠 (농구)                  | [ 101 ]         |
| Harry Potter: Puzzles & Spells                 | $135,000,000    | 2020년 9월 22일  | 포트키 게임스 / 징가                     | 퍼즐                           | [ 93 ]          |
| 하얀고양이 프로젝트                            | $134,000,000    | 2014년 7월 14일  | Colopl                                   | 액션 롤플레잉                  | [ ai ]          |
| 뱅드림! 걸즈 앤드 파티!                        | $124,050,000    | 2017년 3월 16일  | 부시로드                                 | 리듬 / 어드벤터                | [ aj ]          |
| CSR Racing 2                                   | $121,500,000    | 2016년 6월 29일  | NaturalMotion (징가)                     | 경주                           | [ 68 ]          |
| One Piece: Burning Will                        | $117,000,000    | 2018년 9월 20일  | 반다이 남코 / 알리바바 그룹              | 롤플레잉                       | [ 50 ]          |
| One Piece: The Road of the Strong              | $113,840,000    | 2016년 1월 15일  | CMGE                                     | DCCG                           | [ ak ]          |
| Yahtzee With Buddies                           | $113,000,000    | 2017년 11월 1일  | Scopely                                  | 얏찌                           | [ 15 ]          |
| Dragon Quest Tact                              | $111,990,000    | 2020년 7월 16일  | 스퀘어 에닉스                            | 전략 롤플레잉                  | [ 105 ] [ 106 ] |
| Fallout Shelter                                | $100,000,000    | 2015년 6월 14일  | 베데스다 소프트웍스                      | 시뮬레이션 (CMS)               | [ 107 ] [ 108 ] |
| Mafia City                                     | $100,000,000    | 2017년 7월 25일  | Yotta Games                              | 롤플레잉                       | [ 109 ]         |
| Madden NFL Overdrive                           | $100,000,000    | 2018년 8월 15일  | EA 스포츠 (일렉트로닉 아츠)              | 스포츠 (미식축구)              | [ 101 ]         |